# Tramlijn 12 (Île-de-France)

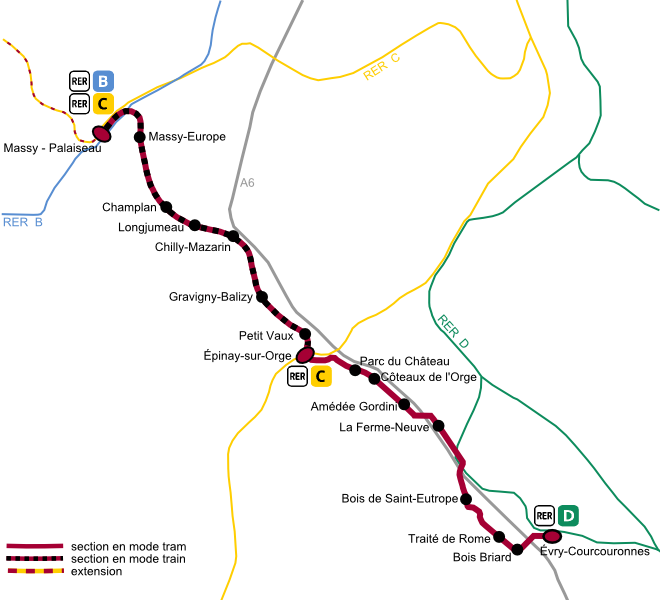

Lijn 12 van de tram van Île-de-France of T12 (voorheen bekend als Tram Express Sud, ook bekend als Tram-Train Évry-Massy of lijn 12 Express) is een door Île-de-France Mobilités uitgebate tramtrein-lijn in het Franse departement Essonne in de regio Île-de-France. 
De tramlijn verbindt de stations van Évry-Courcouronnes en Massy - Palaiseau. De lijn kruist met RER-lijn B in Massy - Palaiseau, RER-lijn C in Massy - Palaiseau en Épinay-sur-Orge, RER-lijn D in Évry-Courcouronnes en Transilien-lijn V in Massy - Palaiseau, en ontsluit bedrijfsgebieden, zoals het bedrijvenpark Massy-Europe, en verschillende dichtbevolkte woongebieden.
Om de trams te laten stoppen in de bestaande stations (Petit Vaux, Gravigny-Balizy, Chilly-Mazarin en Longjumeau), werden de perrons en sporen van deze stations in de zomer van 2020 herontwikkeld. De werkzaamheden bestonden met name uit het verkleinen van de hoogte van de perrons zodat de treeplanken van de treinen en de perrons op dezelfde hoogte staan. In de bestaande stations worden ook een ondergrondse verbinding en liften gebouwd om ze toegankelijk te maken voor personen met beperkte mobiliteit. Nieuwe, bijkomende stations werden op dit deeltraject geopend, Champlan en Massy-Europe.
De lijn is op 10 december 2023 in gebruik genomen. De lijn wordt geëxploiteerd door Transkeo T12-T13, een dochteronderneming van Keolis, en is 20,4 kilometer lang. De hele reis van Évry-Courcouronnes naar Massy duurt 41 minuten. Het neemt gedeeltelijk, tussen Petit Vaux en Massy - Palaiseau, een van de aftakkingen van lijn C van de RER over, waarmee de complexititeit van deze lijn, en de bijhorende problemen met inroostering, ook werden gereduceerd. Het tweede deel van de lijn is een nieuw tracé aangelegd voor de tramtrein.
Lijn T12 rijdt van 5 uur 's ochtends tot 11:30 uur 's avonds. Hiervoor worden drieëntwintig Citadis Dualis U 52600 tramtreinstellen ingezet, meestal in dubbele eenheden met twee aan mekaar gekoppelde stellen. Een stel is 2,65 m breed en 42 m lang, met een aslast van 11,5 ton en een maximumsnelheid van 100 km/u. Hij is in staat tot een sterke acceleratie en kan hellingen van 65 ‰ beklimmen. Het is volledig toegankelijk voor mensen met beperkte mobiliteit of rolstoelen, heeft een vlakke vloer op een hoogte van 38 cm en kan 250 passagiers vervoeren. De stellen werden uitgerust met een airconditioningsysteem, een ruimte gereserveerd voor mensen met beperkte mobiliteit, een videobewakingssysteem, 72 USB-aansluitingen en een visueel en hoorbaar aankondigingssysteem voor de bediende stations en een lichtweergave op de lijnkaart. De U 52600-treinen van de lijn T12 kunnen in dubbele eenheden op de lijn rijden (d.w.z. 84 meter lang), waardoor het geheel 500 passagiers kan vervoeren, waarvan 190 zittend.
De toegepaste frequentie is een tramtrein om de tien minuten tijdens de spitsuren en een elk kwartier tijdens de daluren.
Op 18 juni 2024 heeft Île-de-France Mobilités RATP Cap Île-de-France, via haar dochteronderneming RATP Cap Arc Sud et Ouest, aangewezen als exploitant van de lijnen T12 en T13 vanaf december 2025 in het kader van de openstelling van het openbaar vervoer in Île-de-France voor concurrentie.